# Budsław
Budsław (biał. Будслаў) – agromiasteczko na Białorusi w rejonie miadziolskim, leży na wysokości 172 m n.p.m., nad rzeką Serwecz (dopływem Wilii). W 1996 r. liczyło 718 mieszkańców.
Położony w historycznym powiecie oszmiańskim (cząstka Wileńszczyzny), 150 km na północ od Mińska, 18 km na północ od Dołhinowa, 16 km na północny wschód od Krzywicz, 26 km na północny wschód od Kniahinina, 12 km na północ od autostrady R29, 3 km na wschód od stacji kolejowej w Budsławiu linii kolejowej Królewszczyzna – Mołodeczno. We wsi znajduje się pobernardyński kościół Wniebowzięcia Najświętszej Maryi Panny, wzniesiony w stylu późnobarokowym, ośrodek kultu jednego z najbardziej czczonych przez białoruskich katolików cudownego obrazu Budsławskiej Bogurodzicy.
Miasto królewskie lokowane w 1504 roku, położone było w powiecie oszmiańskim województwa wileńskiego.

## Nazwa
Nazwa osady (biał. Буда, Буцлаў, Будцлаў) pochodzi od słowiańskiego imienia Budsław (Будслав) mającego oznaczać „mistrza budowlanego”.
Według starych podań osada poprzednio nosiła nazwę „Sławna Buda”.
Zgodnie z ustna tradycja mieszkańców nazwa osady mogła być wzięta od bud (szałasów), w których mieszkali mnisi w pierwszych kilkudziesięciu latach (po 2-4 w jednej budzie) po nadaniu im ziemi (1504).

## Historia
- 1504 – wielki książę litewski Aleksander Jagiellończyk podarował miejscowość wraz z 6000 mórg lasu położonymi wtedy w mińskim powiecie wileńskiemu zakonowi bernardynów (gałąź franciszkanów).
- 1589-1591 – bernardyni zbudowali drewnianą kaplicę
- 1598 – Jan Pac przekazał bernardynom obraz Matki Boskiej otrzymany od papieża Klemensa VIII.
- 1633 – 28 sierpnia, dzięki donacji Floriana Kaleckiego, opiekuna wileńskich bernardynów, a także ze środków hetmana polnego litewskiego Jana Kiszki oraz rodziny Dolmatow-Isajkowskich położono kamień węgielny kościoła. Poświęcono go 9 lipca 1643.
- 1732 – 6 października król August Mocny nadał prawa miasteczka.
- 1767-1783 – bernardyni zbudowali kościół kamienny z dwoma kaplicami (29 lipca 1767 – 7 września 1783).
- 1795 – po II rozbiorze Rzeczypospolitej (1793) Rosja włączyła osadę do powiatu wilejskiego w wileńskiej guberni.
- 1848 – miasteczko stało się własnością I.I. Oskierki.
- 1864 – władze carskie ostatecznie zlikwidowały klasztor bernardyński (zamknięty w 1858) w odwecie za pomoc udzielaną powstańcom styczniowym, przeznaczając go na wojskowe stajnie. W konsekwencji został całkowicie zrujnowany.
- 1885 – stał się siedzibą parafii rzymskokatolickiej. W tym czasie w Budsławiu funkcjonował kościół z parafialną szkołą oraz synagoga.
- 1907 – oddanie do użytku stacji kolejowej odległej o 3 km od Budsławia na linii kolejowej Mołodeczno – Połock dało impuls dla rozwoju miasteczka.
- 1915–1916 – wybudowano duży gmach kina.
- 1916 – w miasteczku stacjonował się sztab 2 Rosyjskiej Armii Zachodniego Frontu przeprowadzającej tzw. operację nad jeziorem Narocz.
- 1917-1919 – w okresie Białoruskiej Republiki Ludowej istniało w Budsławiu białoruskie gimnazjum.
- 1921 – Budsław wszedł w skład Polski, jako siedziba gminy w powiecie wilejskim, woj. wileńskiego.
- 1939, 17 września – inwazja sowiecka i włączenie do BSRR.
- 1940 – siedziba krzywickiej gminy.
- 1941, 1 lipca, Niemcy zajęli Budsław[3].
- 1941, lipiec – utworzenie getta dla Żydów
- 1942, 22 sierpnia – likwidacja getta, zamordowanie Żydów
- 1944, 30 czerwca – Niemcy opuścili Budsław[3].
- 1944, 1 lipca – Sowieci zajęli Budsław[3], włączenie do BSRR.
- 1945 – pierwszy transport Polaków odprawiony w 4 kwartale roku, ze stacji kolejowej w Budsławiu na polskie Ziemie Zachodnie[3].
- 1946 – drugi transport Polaków odprawiony w marcu tego roku, ze stacji kolejowej w Budsławiu na polskie Ziemie Zachodnie[3].
- 1946 – trzeci transport Polaków odprawiony 15 czerwca tego roku, ze stacji kolejowej w Budsławiu do Wołowa na Dolnym Śląsku (Ziemie Zachodnie)[3].
- 1962 – włączony do rejonu miadzielskiego.
- 1990 – powstanie Republiki Białoruskiej.
- 1992 – rozpoczęły się coroczne lipcowe pielgrzymki do obrazu Matki Boskiej Budsławskiej.

## Okres międzywojenny
Od jesieni 1919 roku Budsław znajdował się na terenach wyzwolonych od bolszewików – był miejscem stacjonowania m.in. 7 pułku ułanów. Z inicjatywy Towarzystwa Straży Kresowej w gmachu kina powołano do życia Koła Młodych oraz Dom Ludowy, dysponujący dużą salą ze sceną teatralną oraz innymi pomieszczeniami dla prac kulturalno-oświatowych. W zajęciach artystycznych, przedstawieniach, zabawach prowadzonych zgodnie zarówno po polsku, jak i po białorusku brała udział zarówno miejscowa młodzież białoruska i polska, jak i uzdolnieni artystycznie ułani. Oprócz czasopism polskich były sprowadzane także białoruskie.
Prowadzenie Domu Ludowym działalności kulturalnej we współpracy z działaczami białoruskimi, także po białorusku było negatywnie oceniane przez władze starostwa i ziemiaństwa. Wiosną 1920 roku w Domu Ludowym w Budsławiu zaczęto przygotowywać kurs dla nauczycieli języka polskiego powiatu wilejskiego.
8 maja 1920 roku w Budsławiu 8 pułk piechoty Legionów obchodził święto pułku. Mszę polową odprawił ks. biskup Bandurski. Po mszy św. ks. biskup został powitany przez wszystkie organizacje, na czele z członkami Koła Młodzieży Wiejskiej i Domu Ludowego.
W wyniku pierwszej ofensywy bolszewickiej na Białorusi z połowy maja 1920 r. Budsław zajęli bolszewicy. Wcześniej dzięki pomocy miejscowej ludności udało się wywieźć do Mołdeczna całą zawartość składu amunicyjnego. W wyniku udanego kontrataku wojsk polskich na Białorusi z początku czerwca 1920 roku Budsław został opuszczony przez bolszewików, którzy uciekając, spalili na rzece most i szereg budynków.
W okresie międzywojennym był położony w granicach Polski, w ówczesnym powiecie wilejskim województwa wileńskiego, siedziba wiejskiej gminy Budsław. Do 17 września 1939 miejscowość stanowiła garnizon macierzysty batalionu KOP „Budsław” i 1 szwadronu kawalerii KOP Budsław.

## Demografia
- 1848 – 259 osób w 48 gospodarstwach
- 1859 – 485 osób w 68 gospodarstwach [1]
- 1868 – 259 osób w 48 gospodarstwach
- 1885 – 327 osób w 50 gospodarstwach
- 1907 – 435 osób w 61 gospodarstwach
- 1921 – 626 osób w 116 gospodarstwach [3]
- 1970 – 859 osób w 318 gospodarstwach
- 1996 – 721 osób w 300 gospodarstwach
- 1997 – 718 osób w 302 gospodarstwach [4]

## Gospodarka
Za polskich czasów w miasteczku znajdowała się gminna rada, młyn wodny, tartak, apteka, bank, karczma oraz co poniedziałkowe targi.
Obecnie w Budsławiu znajduje się siedziba leśnictwa, szkoła podstawowa, dom kultury, kombinat usługowy oraz urząd pocztowy.

## Dziedzictwo kulturowe
- Młyn wodny (1930-).
- Kościół bernardynów Wniebowzięcia NMP (1767-1783) projektu Jakuba Fontany z późnobarokowymi freskami[6][7].

- Otoczony kultem obraz Matki Boskiej Budsławskiej
- Plebania (ХІХ w).
- Ruiny pałacowo-parkowego założenia Oskierków (XVIII-XX w). Zdewastowany w 1945 r.

## Obiekty zniszczone
Pałac Oskierków (XVIII w). Zniszczony w 1945 r.

Widoki dawnego Budsławia
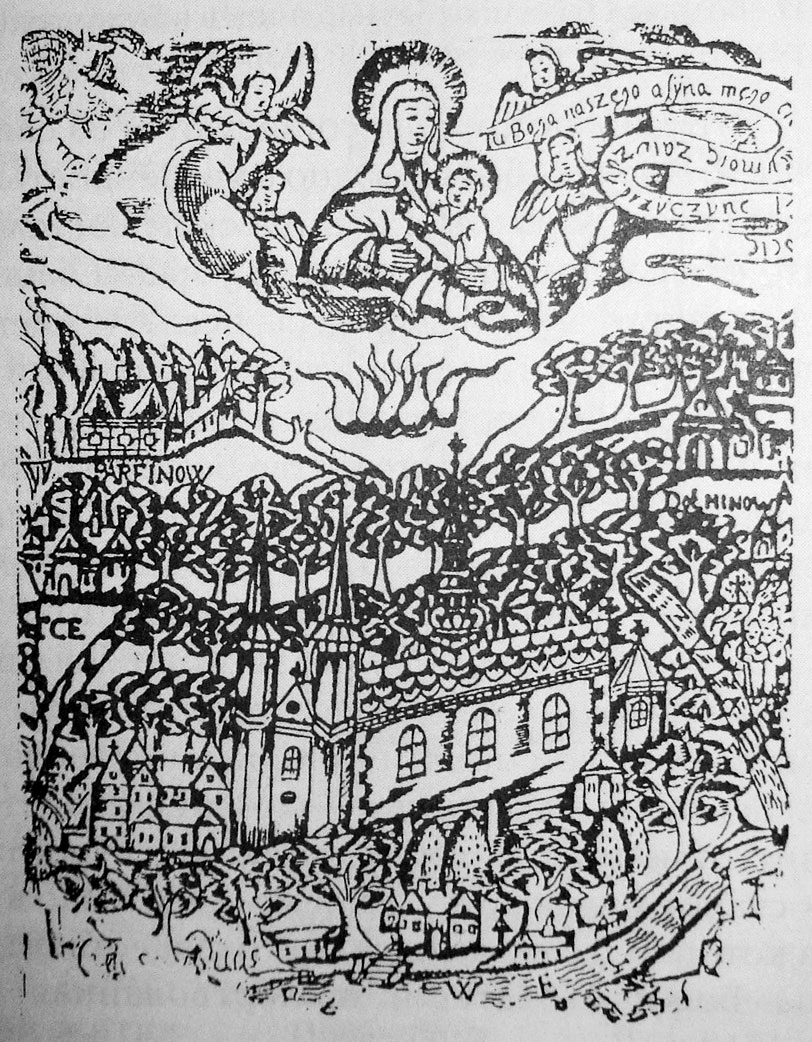
Widok z r.1650
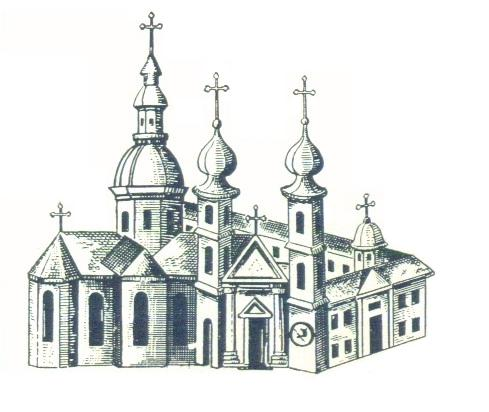
Klasztor bernardynów (XVIII)
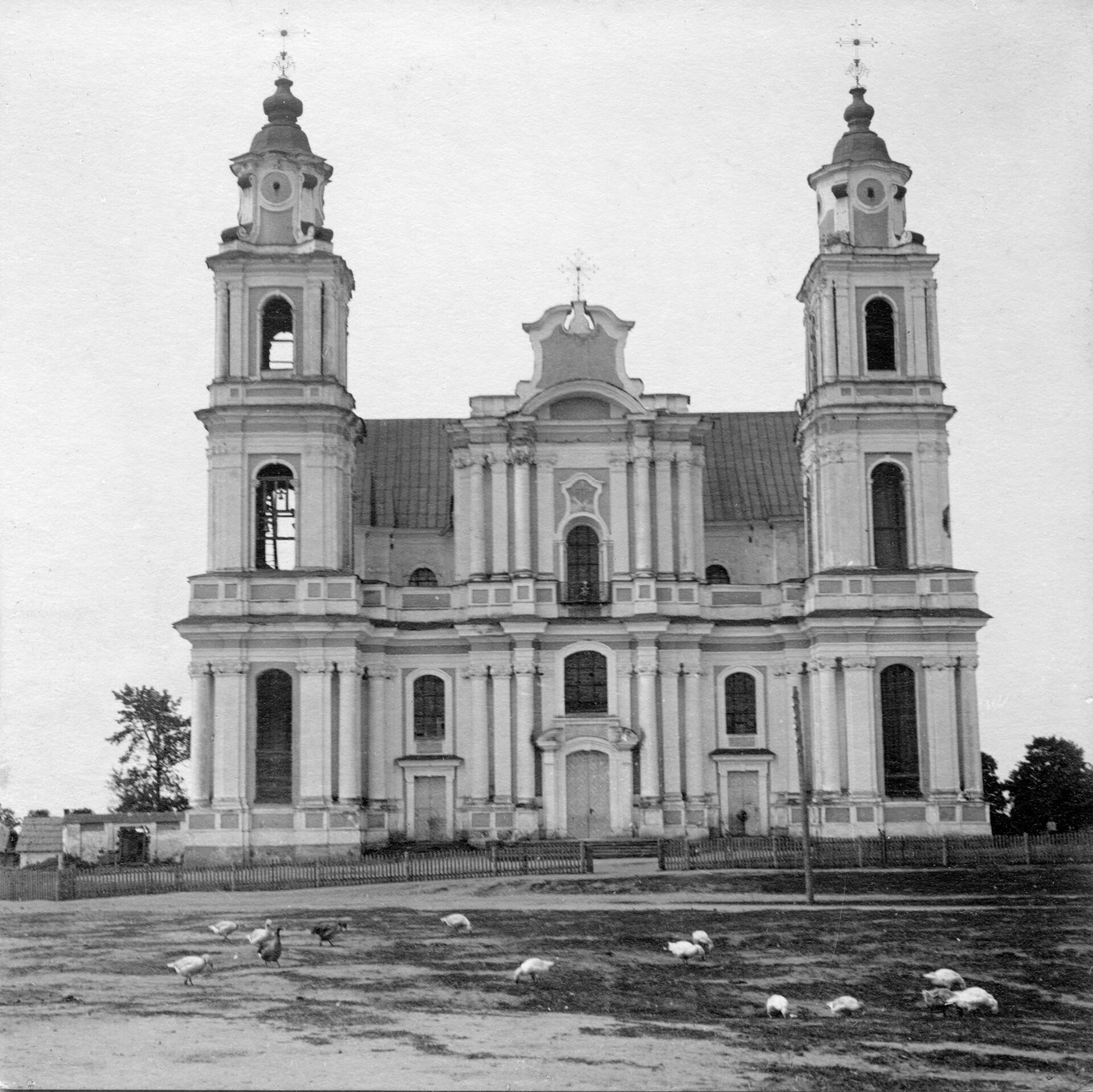
Kościół (przed 1939)
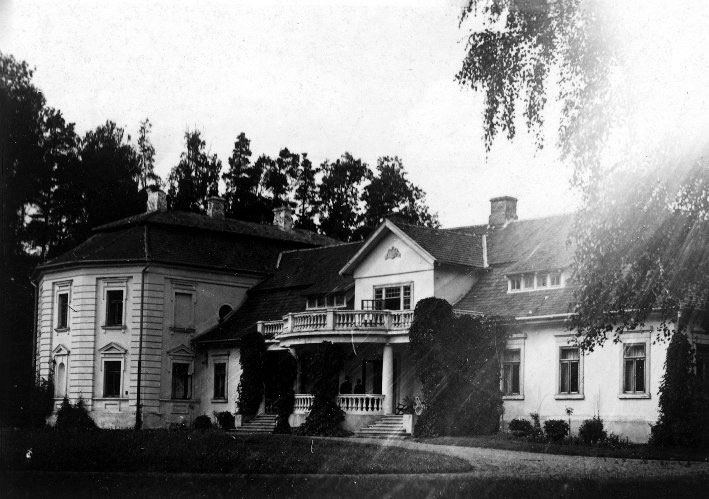
Dwór Oskierki w Budsławiu (przed 1939)

## Urodzeni w Budsławiu
- Paulina Miadziołka (1893-1974) – białoruska artystka, pedagog, memuarystka.
- Wincent Żuk-Hryszkiewicz (1903-1989) – starszy Rady Białoruskiej Republiki Ludowej.

## Pobliskie osady
- Irzykowo
- Komarowo
- Oleszki
- Polesie
- Rewiaczka
- Osiedle Budsław
- Wasilewszczyzna
- Wierebie